# Peter von Winter
Peter von Winter (ochrzczony 28 sierpnia 1754 w Mannheimie, zm. 17 października 1825 w Monachium) – niemiecki kompozytor i skrzypek.

## Życiorys
Przez ponad 60 lat swojego życia związany był z dworem Wittelsbachów w Mannheimie i Monachium. W wieku 10 lat został zatrudniony w orkiestrze dworskiej jako skrzypek i kontrabasista. Jego nauczycielami byli Anton Joseph Hampel i Georg Joseph Vogler, w latach 1780–1781 przebywał natomiast w Wiedniu, gdzie uczył się techniki bel canta u Antonio Salieriego. W 1778 roku otrzymał posadę dyrektora orkiestry dworskiej w Monachium, w 1787 roku jej wicekapelmistrza, a w 1798 roku kapelmistrza. Odbył podróże do Neapolu i Wenecji (1791–1794) oraz Pragi i Wiednia (1795–1798). W 1803 roku odwiedził Londyn. W 1810 roku koncertował w Wiedniu wraz ze swoją uczennicą, śpiewaczką Clarą Metzger-Vespermann, z którą w 1816 roku odbył także podróż po północnych Niemczech, a 1817–1818 do Mediolanu. W 1814 roku, w uznaniu za zasługi dla dworu, otrzymał tytuł szlachecki, został też odznaczony krzyżem kawalerskim Orderu Zasługi Korony Bawarskiej. W ostatnich latach życia komponował muzykę religijną i uczył śpiewu. Opublikował pracę Vollständige Singschule (Mainz 1825).

## Twórczość
Jako autor dzieł scenicznych tworzył z dużą łatwością, skomponował ponad 40 dzieł w różnych gatunkach, m.in. singspiel, opera seria, dramma giocoso czy opera komiczna. Współpracował z czołowymi librecistami ówczesnej epoki, takimi jak Emanuel Schikaneder i Johann Wolfgang von Goethe. Dbał o podkreślenie znaczenia tekstu przy pomocy środków muzycznych, obok dialogów mówionych wprowadzał niemieckie piosenki biesiadne, francuskie pieśni wodewilowe i włoskie arie. Jego opery na samym dworze elektorskim nie spotkały się z większym uznaniem, ceniono je natomiast w Wiedniu, Londynie i na scenach włoskich.
Poza operami skomponował szereg baletów, oratoriów i kantat, 28 mszy, 4 symfonie (w tym symfonia z udziałem chóru Die Schlacht, 1814), uwertury orkiestrowe, koncert skrzypcowy, fletowy i fagotowy, 2 koncerty obojowe, 12 divertimentów na 2 skrzypiec, altówkę i wiolonczelę, divertimento na 2 skrzypiec, altówkę, wiolonczelę i 2 rogi, 6 kwartetów smyczkowych, 3 kwintety, 2 sekstety, po jednym septecie i oktecie, sonaty. Muzyka religijna Wintera cechuje się prostotą i powagą, kompozytor unikał stosowania części fugowanych i techniki kontrapunktycznej, mało urozmaicona orkiestracja służy podkreśleniu godności utworu. Kompozycje instrumentalne mają w twórczości Wintera znaczenie wyłącznie lokalne, tworzone były okazjonalnie na potrzeby dworu elektorskiego.

## Dzieła operowe
(na podstawie materiałów źródłowych)
- melodramat w 4 aktach Cora und Alonzo (wyst. Monachium 1778)
- melodramat w 2 aktach Lenardo und Blandine (wyst. Monachium 1779)
- melodramat Medea und Jason (wyst. Wiedeń 1781)
- singspiel w 3 aktach Helena und Paris (wyst. Monachium 1782)
- singspiel w 1 akcie Das Hirtenmädchen (wyst. Monachium 1784)
- singspiel w 4 aktach Scherz, List und Rache (Scapin und Scapine) (wyst. Wiedeń 1784)
- operetka komiczna w 2 aktach Der Bettelstudent oder Das Donnerwetter (wyst. Monachium 1785)
- singspiel w 3 aktach Bellerophon (wyst. Monachium 1785)
- singspiel w 2 aktach Psyche (wyst. Monachium 1790)
- singspiel w 1 akcie Jery und Bäteli (wyst. Seefeld 1790)
- dramma per musica w 3 aktach Catone in Utica (wyst. Wenecja 1791, zachowany fragment)
- opera seria w 2 aktach Antigona (wyst. Neapol 1791)
- dramma per musica w 2 aktach Il sacrifizio di Creta ossia Arianna e Teseo (wyst. Wenecja 1792)
- opera w 2 aktach Fratelli rivali (Die Brüder als Nebenbuhler) (wyst. Wenecja 1793)
- tragikomedia w 2 aktach Belisa ossia La fedeltà riconosciuta (wyst. Wenecja 1794)
- opera komiczna w 2 aktach Die Thomasnacht (wyst. Bayreuth 1795)
- dramma giocoso w 2 aktach Ogus ossia Il trionfo del bel sesso (Il tartaro convinto in amore) (wyst. Praga 1795)
- 2-aktowa I due vedovi (wyst. Wiedeń 1796)
- opera heroiczno-komiczna w 2 aktach Das unterbrochene Opferfest (wyst. Wiedeń 1796)
- opera heroiczno-komiczna w 2 aktach Babylons Pyramiden, razem z J.G. Mederitschem (wyst. Wiedeń 1797)
- opera heroiczno-komiczna w 2 aktach Das Labirynth oder Der Kampf mit den Elementen (Der Zauberflöte zweiter Theil) (wyst. Wiedeń 1798, 2. wersja Wiedeń 1803)
- opera w 2 aktach Der Sturm (wyst. Monachium 1798)
- singspiel w 4 aktach Marie von Montalban (wyst. Monachium 1800, Wiedeń 1803)
- opera w 4 aktach Tamerlan (wyst. Paryż 1802)
- opera seria w 2 aktach La grotta di Calipso (wyst. Londyn 1803, wersja niemiecka pt. Calypso Monachium 1807)
- opera seria w 3 aktach Il trionfo dell’amor fraterno (wyst. Londyn 1804, wersja francuska pt. Castor et Pollux w 5 aktach Paryż 1806)
- opera seria w 3 aktach Il ratto di Proserpina (wyst. Londyn 1804)
- opera w 2 aktach Zaira (wyst. Londyn 1805)
- opera komiczna w 3 aktach Der Frauenbund (wyst. Monachium 1805)
- schauspiel w 2 aktach Salomons Urtheil (wyst. Monachium 1808)
- opera heroiczna w 2 aktach Colmal (wyst. Monachium 1809)
- singspiel w 1 akcie Die Pantoffeln (wyst. Hamburg 1811)
- tragedia liryczna w 2 aktach Maometto II (Mahomed) (wyst. Mediolan 1817)
- opera seria w 2 aktach I due Valdomiri (wyst. Mediolan 1817)
- opera semiseria w 2 aktach Etelinda (wyst. Mediolan 1818)
- singspiel w 1 akcie Der Sänger und der Schneider (wyst. Monachium 1820)